# Paulo Costanzo
Paulo Costanzo (Brampton, 21 september 1978) is een Canadees acteur. Hij maakte in 1997 zijn acteerdebuut als de eenmalige verschijning Tom DeCarlo in een aflevering van de tienerdramaserie Ready or Not. Datzelfde jaar was hij te zien in de televisiefilm The Don's Analyst, waarna hij in 2000 debuteerde op het witte doek als de hyperintelligente Rubin Carver in de filmkomedie Road Trip.

## Filmografie
*Exclusief enkele televisiefilms
- That Burning Feeling (2013)
- How to Be a Man (2013)
- A Beginner's Guide to Endings (2010)
- Old Dogs (2009)
- Splinter (2008)
- Everything's Gone Green (2006)
- Puff, Puff, Pass (2006)
- Dr. Dolittle 3 (2006, stem)
- A Problem with Fear (2003)
- Scorched (2003)
- 40 Days and 40 Nights (2002)
- Gypsy 83 (2001)
- Josie and the Pussycats (2001)
- Road Trip (2000)
- My Date with the President's Daughter (1998, televisiefilm)

## Televisieseries
*Exclusief eenmalige gastrollen
- Designated Survivor - Lyor Boone (2017-2018, 22 afleveringen)
- The Night Of - Ray Halle (2016, vier afleveringen)
- Royal Pains – Evan R. Lawson (2009–2016, 104 afleveringen)
- The Expanse - Shed Garvey (2015-2016, zes afleveringen)
- Joey – Michael Tribbiani (2004–2006, 46 afleveringen)
- Animorphs – Aximili-Esgarrouth-Isthill (1998–1999, 21 afleveringen)

- Bibliothèque nationale de France: cb15037053r (data)
- Gemeinsame Normdatei: 142108081
- International Standard Name Identifier: 0000 0001 1466 7111
- Library of Congress Control Number: no2005016744
- Virtual International Authority File: 5211738
- WorldCat: E39PBJhRyWQW747DfFjJfvRR8C